# Futbol'nyj Klub Enisej 2018-2019
Questa voce raccoglie le informazioni riguardanti il Futbol'nyj Klub Enisej nelle competizioni ufficiali della stagione 2018-2019.

## Stagione
La stagione si concluse con la retrocessione della squadra che, guidata da Dmitrij Aleničev, finì ultima in Prem'er-Liga.

## Rosa
| N. |                         | Ruolo | Calciatore         |
| -- | ----------------------- | ----- | ------------------ |
| 1  | Russia (bandiera)       | P     | Jurij Nesterenko   |
| 2  | Kirghizistan (bandiera) | D     | Valerij Kičin      |
| 3  | Russia (bandiera)       | D     | Dmitri Yatchenko   |
| 4  | Russia (bandiera)       | D     | Šamil' Gasanov     |
| 5  | Russia (bandiera)       | D     | Pavel Komolov      |
| 6  | Russia (bandiera)       | C     | Dmitrij Torbinskij |
| 7  | Russia (bandiera)       | C     | Aleksandr Zotov    |
| 8  | Nigeria (bandiera)      | C     | Fegor Ogude        |
| 9  | Austria (bandiera)      | A     | Darko Bodul        |
| 10 | Russia (bandiera)       | C     | Mikhail Komkov     |
| 11 | Armenia (bandiera)      | A     | Artur Sarkisov     |
| 13 | Russia (bandiera)       | D     | Aleksej Gricaenko  |
| 14 | Russia (bandiera)       | C     | Maksim Semakin     |
| 15 | Russia (bandiera)       | C     | Azim Fatullaev     |

| N. |                    | Ruolo | Calciatore                |
| -- | ------------------ | ----- | ------------------------- |
| 21 | Russia (bandiera)  | C     | Egor Ivanov               |
| 26 | Serbia (bandiera)  | D     | Rade Dugalić              |
| 27 | Russia (bandiera)  | C     | Pavel Rozhkov             |
| 33 | Russia (bandiera)  | D     | David Mildzikhov          |
| 47 | Russia (bandiera)  | P     | Michail Filippov          |
| 48 | Russia (bandiera)  | A     | Aleksandr Kut'in          |
| 55 | Russia (bandiera)  | P     | David Jurčenko (capitano) |
| 63 | Russia (bandiera)  | D     | Ali Gadžibekov            |
| 70 | Albania (bandiera) | C     | Enis Gavazaj              |
| 77 | Russia (bandiera)  | C     | Michail Kostjukov         |
| 83 | Russia (bandiera)  | C     | Aleksandr Kharitonov      |
| 91 | Serbia (bandiera)  | A     | Marko Obradovic           |
|    | Russia (bandiera)  | A     | Aleksandr Sobolev         |

## Risultati

### Campionato
| Tjumen' 29 luglio 2018 1ª giornata | Enisej | 0 – 2 referto | Zenit San Pietroburgo | Stadio Geolog |

| Groznyj 5 agosto 2018 2ª giornata | Achmat Groznyj | 1 – 0 referto | Enisej | Stadion imeni Achmat-Chadži Kadyrova |

| Tjumen' 11 agosto 2018 3ª giornata | Enisej | 1 – 1 referto | CSKA Mosca | Stadio Geolog |

| Rostov sul Don 19 agosto 2018 4ª giornata | Rostov | 4 – 0 referto | Enisej | Rostov Arena |

| Tjumen' 27 agosto 2018 5ª giornata | Enisej | 1 – 0 referto | Kryl'ja Sovetov Samara | Stadio Geolog |

| Tjumen' 2 settembre 2018 6ª giornata | Enisej | 0 – 0 referto | Arsenal Tula | Stadio Geolog |

| Kazan' 15 settembre 2018 7ª giornata | Rubin | 1 – 0 referto | Enisej | Kazan Arena |

| Krasnojarsk 22 settembre 2018 8ª giornata | Enisej | 1 – 2 referto | Ural | Stadio Centrale |

| Ufa 29 settembre 2018 9ª giornata | Ufa | 2 – 1 referto | Enisej | Stadio Neftjanik |

| Krasnojarsk 7 ottobre 2018 10ª giornata | Enisej | 2 – 3 referto | Spartak Mosca | Stadio Centrale |

| Orenburg 20 ottobre 2018 11ª giornata | Orenburg | 0 – 0 referto | Enisej | Stadio Gazovik |

| Krasnojarsk 28 ottobre 2018 12ª giornata | Enisej | 0 – 3 referto | Lokomotiv Mosca | Stadio Centrale |

| Kaspijsk 5 novembre 2018 13ª giornata | Anži | 2 – 1 referto | Enisej | Anži-Arena |

| Krasnodar 11 novembre 2018 14ª giornata | Krasnodar | 3 – 0 referto | Enisej | Stadio FK Krasnodar |

| Chimki 24 novembre 2018 15ª giornata | Dinamo Mosca | 1 – 2 referto | Enisej | Arena Chimki |

| Krasnojarsk 1º dicembre 2018 16ª giornata | Enisej | 1 – 1 referto | Achmat Groznyj | Stadio Centrale |

| Mosca 8 dicembre 2018 17ª giornata | CSKA Mosca | 2 – 1 referto | Enisej | Arena CSKA |

| Soči 3 marzo 2019 18ª giornata | Enisej | 1 – 1 referto | Rostov |  |

| Samara 9 marzo 2019 19ª giornata | Kryl'ja Sovetov Samara | 4 – 0 referto | Enisej | Samara Arena |

| Tula 16 marzo 2019 20ª giornata | Arsenal Tula | 2 – 0 referto | Enisej | Stadio Arsenal |

| Krasnojarsk 30 marzo 2019 21ª giornata | Enisej | 1 – 1 referto | Rubin | Stadio Centrale |

| Ekaterinburg 7 aprile 2019 22ª giornata | Ural | 3 – 2 referto | Enisej | Stadio Centrale |

| Krasnojarsk 13 aprile 2019 23ª giornata | Enisej | 0 – 0 referto | Ufa | Stadio Centrale |

| Mosca 21 aprile 2019 24ª giornata | Spartak Mosca | 2 – 0 referto | Enisej | Otkrytie Arena |

| Krasnojarsk 25 aprile 2019 25ª giornata | Enisej | 2 – 1 referto | Orenburg | Stadio Centrale |

| Mosca 28 aprile 2019 26ª giornata | Lokomotiv Mosca | 2 – 1 referto | Enisej | RŽD Arena |

| Krasnojarsk 3 maggio 2019 27ª giornata | Enisej | 3 – 1 referto | Anži | Stadio Centrale |

| Krasnojarsk 11 maggio 2019 28ª giornata | Enisej | 0 – 4 referto | Krasnodar | Stadio Centrale |

| Krasnojarsk 19 maggio 2019 29ª giornata | Enisej | 2 – 2 referto | Dinamo Mosca | Stadio Centrale |

| San Pietroburgo 26 maggio 2019 30ª giornata | Zenit San Pietroburgo | 4 – 1 referto | Enisej | Stadio San Pietroburgo |

### Coppa di Russia
| Velikie Luki 26 settembre 2018 Sedicesimi di finale | Luki-Energia | 1 – 2 referto | Enisej | Stadion Ėkspress |

| Mosca 31 ottobre 2018 Ottavi di finale | Lokomotiv Mosca | 4 – 1 referto | Enisej | RŽD Arena |